# 헨리 폴슨
헨리 행크 메릿 폴슨 주니어(영어: Henry Hank Merritt Paulson Jr., 1946년 3월 28일~)는 2006년부터 2009년까지 제74대 미국 재무부 장관을 지낸 미국의 투자 은행가이자 금융가이다. 

## 경력

### 재무장관 (2006~2009년)
폴슨은 재무부에서 대형 투자 은행 골드만삭스의 회장 겸 최고경영자(CEO)를 역임하다, 조지 W. 부시 행정부에서 재무부 장관을 지냈다. 서브프라임 모기지 사태 등 일련의 미국발 2008년 세계 금융 위기가 세계를 강타하였을 당시 재임 중이었다.

### 재무장관 퇴임 후
2016년 대선에서 힐러리 클린턴 민주당 후보를 공개 지지하였다. 
"대통령직에 관한 한 나는 도널드 트럼프에게 투표하지 않을 것이다. 힐러리 클린턴이 미국을 단합시켜 우리 경제와 환경, 세계에서의 지위를 강화하는데 필요한 조치를 할 것이라는 희망을 담아 그에게 투표할 것이다."— 2016년 6월 25일 미국 유력 일간 워싱턴포스트 기고에서

## 수상 이력
- 2007년 시카고 시장인 Richard M. Daley가 수여하는 American Academy of Achievement의 Golden Plate Award[2][3]
- 2011년, 100인위원회의 미국-중국 관계 발전 리더십상[4]
- 2016년 환경법연구소 환경공로상[5]
- 2009년 하버드 경영대학원 동문 공로상[6]

## 저서
- Paulson, Hank 및 Hu, Fred: "중국의 은행 개혁: 임무 핵심", Pamela Mar 및 Frank-Jürgen Richter : 중국 - 변화의 새로운 시대를 가능하게 함, 뉴욕: John Wiley, 2003,ISBN 0-470-82086-1
- 폴슨, 핸크, 위기에 처하다: 글로벌 금융 시스템 붕괴를 막기 위한 경쟁 속에서, 뉴욕: 비즈니스 플러스, 2010,ISBN 978-0-7553-6054-3
- 폴슨, 중국과의 거래: 내부자가 새로운 경제 초강대국의 실체를 폭로하다, 뉴욕: Twelve, 2015,ISBN 978-1-4555-0421-3

## 참고문헌
1. ↑  “부시의 재무장관 헨리 폴슨도 힐러리 지지 선언”. 경향신문. 2016년 6월 26일.
2. ↑  “Golden Plate Awardees of the American Academy of Achievement”. 《www.achievement.org》. American Academy of Achievement.
3. ↑  “2007 Summit Highlights Photo: Hilary Swank, recipient of two Oscars for Best Actress, with U.S. Treasury Secretary Henry Paulson at the Banquet.”.
4. ↑  “The Committee of 100 Presents The 74th U.S. Treasury Secretary Henry M. Paulson, Jr. With "Leadership Award for Advancing U.S.-China Relations"”. Committee of 100.
5. ↑  “The Honorable Henry M. Paulson Jr. was the recipient of the 2016 Environmental Achievement Award from Environmental Law Institute”. Environmental Law Institute.
6. ↑  “HENRY M. PAULSON JR., MBA 1970, 2009 Alumni Achievement Award Recipient”. Harvard Business School Alumni Stories. January 2009.